# Dysprosium
Dysprosium is een scheikundig element met symbool Dy en atoomnummer 66. Het is een zilvergrijs lanthanoïde.

## Ontdekking
Dysprosium is in 1886 ontdekt door de Franse scheikundige Paul Émile Lecoq de Boisbaudran toen hij erin slaagde om dysprosiumoxide te isoleren uit verontreinigd erbiumoxide waarvan men tot dat moment dacht dat het holmiumoxide was. Het duurde tot de vroege jaren 50 in de 20e eeuw voordat de ionenwisselaars ver genoeg ontwikkeld waren om zuiver dysprosium te isoleren.
De naam dysprosium is afkomstig van de Griekse term dysprositos (δυσπρόσιτος), dat kan vertaald worden als moeilijk toegankelijk. Dit verwijst naar het feit dat Paul Émile Lecoq de Boisbaudran meer dan 30 stappen nodig had om dysprosium te isoleren uit zijn oxide.

## Toepassingen
Doordat methoden om dysprosium te isoleren nog maar sinds relatief kort bestaan, is de industriële toepassing van dit metaal gering:
- Het is een goede neutronenvanger en beschikt over een hoog smeltpunt waardoor dysprosium geschikt is voor gebruik in nucleaire installaties.
- Gecombineerd met vanadium en andere lanthanoïden wordt dysprosium gebruikt als lasermateriaal.
- Dysprosium(III)oxide kan gecombineerd met nikkel worden gebruikt voor het koelen van regelstaven in nucleaire installaties.
- Zouten van dysprosium worden in gasontladingslampen gebruikt om een specifieke kleurtemperatuur te verkrijgen.

De totale wereldproductie van dysprosium bedraagt minder dan 100 ton per jaar (2003).

## Opmerkelijke eigenschappen
Dysprosium is een buigzaam en vervormbaar metaal en komt in twee modificaties voor. De α-vorm gaat bij 1663 K over in de β-vorm. Het reageert makkelijk met zuurstof tot een oxidelaag. In water en verdund zuur lost het op onder vorming van waterstof.
Het element gaat als driewaardig positief ion Dy3+ in oplossing en deze oxidatietoestand beheerst grotendeels de chemie.

## Verschijning
Het aandeel van het element in de aardkorst bedraagt ongeveer 4,2 ppm. Net als andere lanthanoïden komt het vooral voor in de mineralen monaziet en bastnäsiet. Het isoleren van dysprosium is lastig omdat het grote overeenkomsten vertoont met erbium en holmium.

## Isotopen
| Stabielste isotopen | Stabielste isotopen | Stabielste isotopen      | Stabielste isotopen      | Stabielste isotopen      | Stabielste isotopen      |
| Iso                 | RA (%)              | Halveringstijd           | VV                       | VE (MeV)                 | VP                       |
| ------------------- | ------------------- | ------------------------ | ------------------------ | ------------------------ | ------------------------ |
| 154Dy               | syn                 | 3·106 j                  | α                        | 2,947                    | 150Gd                    |
| 155Dy               | syn                 | 9,9 h                    | EV                       | 2,095                    | 155Tb                    |
| 156Dy               | 0,06                | stabiel met 90 neutronen | stabiel met 90 neutronen | stabiel met 90 neutronen | stabiel met 90 neutronen |
| 157Dy               | syn                 | 8,14 h                   | EV                       | 1,341                    | 157Tb                    |
| 158Dy               | 0,10                | stabiel met 92 neutronen | stabiel met 92 neutronen | stabiel met 92 neutronen | stabiel met 92 neutronen |
| 159Dy               | syn                 | 144,4 d                  | EV                       | 0,366                    | 159Tb                    |
| 160Dy               | 2,34                | stabiel met 94 neutronen | stabiel met 94 neutronen | stabiel met 94 neutronen | stabiel met 94 neutronen |
| 161Dy               | 18,9                | stabiel met 95 neutronen | stabiel met 95 neutronen | stabiel met 95 neutronen | stabiel met 95 neutronen |
| 162Dy               | 25,5                | stabiel met 96 neutronen | stabiel met 96 neutronen | stabiel met 96 neutronen | stabiel met 96 neutronen |
| 163Dy               | 24,9                | stabiel met 97 neutronen | stabiel met 97 neutronen | stabiel met 97 neutronen | stabiel met 97 neutronen |
| 164Dy               | 28,2                | stabiel met 98 neutronen | stabiel met 98 neutronen | stabiel met 98 neutronen | stabiel met 98 neutronen |
| 165Dy               | syn                 | 2,334 h                  | β−                       | 1,286                    | 165Ho                    |
| 166Dy               | syn                 | 81,6 h                   | β−                       | 0,486                    | 166Ho                    |

In de natuur komen zeven verschillende stabiele dysprosiumisotopen voor. Er zijn 28 radioactieve isotopen bekend waarvan 154Dy de langste halveringstijd (3·106 jaar) heeft. De overige radio-isotopen hebben significant kortere halveringstijden: 159Dy 144,4 dagen, 166Dy 81,6 uur en alle anderen minder dan 10 uur.

## Toxicologie en veiligheid
Over de eventueel schadelijke gevolgen van dysprosium is nog weinig bekend. Het is te verwachten dat het vergelijkbaar is met andere lanthanoïden.